# Laionel
Laionel Silva Ramalho (Campos Belos, Brasil, 27 de abril de 1986) es un futbolista brasileño. Juega de delantero en el SE Gama de Brasil

## U.D Salamanca
Llega cedido por una campaña con una opción de compra de 175.000 euros por parte de la entidad unionista. No suele ser titular, y a veces no entra ni en las convocatorias, por lo que una vez terminada la cesión, no se hace efectiva su compra.

## Clubes
| Club                 | País     | Año         |
| -------------------- | -------- | ----------- |
| Vila Nova FC         | Brasil   | 2003 - 2006 |
| Gremio Inhumense     | Brasil   | 2006 - 2007 |
| Boavista FC          | Portugal | 2007-2008   |
| Vitória Setúbal      | Portugal | 2008-2009   |
| UD Salamanca         | España   | 2009-2010   |
| Académica de Coimbra | Portugal | 2010-2011   |
| Gil Vicente FC       | Portugal | 2011-2012   |
| FC Astra Ploiești    | Rumania  | 2012        |
| Clube do Remo        | Brasil   | 2012        |
| SE Gama              | Brasil   | 2013-       |